# ハンマー・シリーズ
ハンマー・シリーズ(Hammer Series)は、3日間に渡って行われる自転車ロードレースの大会。11のワールドツアーチームによって設立された合弁企業のヴェロン(Velon)主催。大会の始まった2017年度は同名称の大会は国際自転車競技連合(UCI)のカレンダーに登録されていなかったが、開催国・日程・レース形式の一致する大会として「ITC Netherlands」が「UCIヨーロッパツアー2.1」扱いで登録されていた。2018年からは正式に「Hammer Stavanger」「Hammer Limburg」「Hammer Hong Kong」など、「Hammer＋開催都市名」でUCIコンチネンタルサーキットに登録されている。

## 概要
周回コースによる完全チーム対抗戦であり、UCIによる一般的なロードレースと比較して短距離、短時間で行われるのが特徴。
エントリーは各チーム最大7名で、各チームは種目ごとに5名を選んでレースに臨む。
基本的に以下の3レースで行われる。
- ハンマークライム - 勾配のある周回コースで行われ、登りの頂上付近にあるゴール地点を通過するたびに順位ポイントが与えられる。
- ハンマースプリント - 比較的平坦な周回コースで行われ、同様に獲得ポイントを競う。
- ハンマーチェイス - 前2日の獲得ポイントに基づく順位でタイム差をつけてスタートし、チーム単位で走る。ドラフティングは原則として同チーム内の選手間でしか認められないため、チームタイムトライアル競技同様に一列棒状になって走るのが基本。タイム差は2位チームは30秒遅れ、3位チームが55秒遅れ、4位チームが1分15秒遅れ、以下15秒ずつのタイム差を基本とし、さらに前2日のポイントによるボーナスタイムが加わる（但し、2018年はボーナスタイム撤廃）。ゴール地点に各チームの4人目の選手が最初にたどり着いたチームが勝利チームとなる。前2日のポイント上位8チームが優勝を争うグループ1、下位8チームがグループ2となり、グループ2は9位以下の順位を決める。

ハンマーチェイスはルール上、他チーム間でのドラフティングという違反行為になりかねない接近戦となる例もあり、第一回大会ではチーム・スカイとチーム・サンウェブがゴール直前で一団となる白熱の展開となった。
2018年はスタヴァンゲル、リンブルフ、香港の3レースが予定されており、3レースの合計ポイントでハンマー・シリーズの年間チャンピオンチームを決める。
なお、2017年6月2日〜6月4日にオランダのリンブルフで行われた第一回大会は、各区間の距離は以下のようになっている。
- ハンマークライム - 77km(7km×11周)
- ハンマースプリント - 99.2km(12.4km×8周)
- ハンマーチェイス - 44.7km(14.9km×3周)

2020年シーズンは新型コロナウイルス感染症の流行の影響からシリーズ全戦の開催が中止され、2021年についてもシリーズ休止の方針が発表された。以後公式サイトの更新が停止し、2024年現在も再開の動きは見られない。

## 歴代優勝チーム
| 開催年 | 開催地                    | 優勝                                    | 2位                                     | 3位                                     |
| ------ | ------------------------- | --------------------------------------- | --------------------------------------- | --------------------------------------- |
| 2017   | オランダ リンブルフ       | チーム・スカイ イギリス                 | チーム・サンウェブ ドイツ               | オリカ・スコット オーストラリア         |
| 2018   | ノルウェー スタヴァンゲル | ミッチェルトン・スコット オーストラリア | チーム・サンウェブ ドイツ               | BMC・レーシングチーム アメリカ合衆国    |
| 2018   | オランダ リンブルフ       | クイックステップ・フロアーズ ベルギー   | ミッチェルトン・スコット オーストラリア | チーム・ロットNL・ユンボ オランダ       |
| 2018   | 香港 九龍                 | ミッチェルトン・スコット オーストラリア | クイックステップ・フロアーズ ベルギー   | ボーラ＝ハンスグローエ ドイツ           |
| 2019   | ノルウェー スタヴァンゲル | チーム・ユンボ・ヴィスマ オランダ       | チーム・サンウェブ ドイツ               | ミッチェルトン・スコット オーストラリア |

### 各レースの勝利チーム
| 開催年 | 開催日      | 開催地                     | レース・カテゴリー | ハンマーレース                              | ハンマーレース           | ハンマーレース           | 総合                         |
| 開催年 | 開催日      | 開催地                     | レース・カテゴリー | クライム                                    | スプリント               | チェイス                 | 総合                         |
| ------ | ----------- | -------------------------- | ------------------ | ------------------------------------------- | ------------------------ | ------------------------ | ---------------------------- |
| 2017   | 6月 2–4日   | リンブルフ州 (オランダ)    | 2.1                | モビスター・チーム                          | トレック・セガフレード   | チーム・サンウェブ       | チーム・スカイ               |
| 2018   | 5月 25–27日 | スタヴァンゲル, ノルウェー | 2.1                | ミッチェルトン・スコット                    | ミッチェルトン・スコット | ミッチェルトン・スコット | ミッチェルトン・スコット     |
| 2018   | 6月 1–3日   | リンブルフ州 (オランダ)    | 2.1                | バーレーン・メリダ プロ・サイクリングチーム | ミッチェルトン・スコット | ミッチェルトン・スコット | クイックステップ・フロアーズ |
| 2018   | 10月 14日   | 九龍, 香港                 | 1.1                | (なし)                                      | ミッチェルトン・スコット | チーム・サンウェブ       | ミッチェルトン・スコット     |